# 애로우버스
애로우버스(영어: Arrowverse)는 미국의 미디어 프랜차이즈이다. 2012년 방영된 드라마 《애로우: 어둠의 기사》를 시작으로 세계관을 공유하고 있다.

## 같이 보기
- DC 애니메이티드 유니버스
- DC 확장 유니버스
- DC 유니버스 (프랜차이즈)